# ذا فويس كيدز: أحلى صوت (الموسم 1)
الموسم الأول من برنامج ذا فويس كيدز العربي انطلق عرضه يوم 2 يناير 2016، واستمر لمدة 10 أسابيع حتى 5 مارس 2016؛ 7 حلقات من مرحلة الصوت وبس، حلقتين مواجهة وحلقة نهائية مباشرة.

## نظام المسابقة
على منوال ذا فويس أحلى صوت، يقف المشتركون على المسرح لأول مرة والحكام يستديرون للجمهور ويشرع الطفل في الغناء، ففي حال لف له مدرب واحد فينضم تلقائيا لفريقه، وفي حال لف له أكثر من مدرب فالقرار يعود للمشترك وحده يختار لمن ينضم.
وبعد أن تكتمل فرق المدربين الثلاثة المكون من 15 صوت، تنطلق مرحلة المواجهة فبحيث تقام مواجهات ثلاثية داخل كل فريق، والمدرب يختار مشترك وحيد من كل مواجهة لينتقل معه إلى حلقة الsing off
يتأهل 5 مشتركين من كل فريق إلى مرحلة المواجهة الأخيرة، حيث يختار كل مدرب مشتركين اثنين ليصعد بهم إلى المرحلة النهائية المباشرة.
يؤدي كل مشترك في مرحلة المرحلة النهائية أغنية منفردة ثم أغينة مع زميله في الفريق ومدربه، ثم يصوت الجمهور على مشترك من كل فريق للتأهل إلى المرحلة الثانية من النهائي، حيث يؤدي كل مشترك أغنية واحدة ويعود الجمهور للتصويت ويحسم بطل النسخة.

## المقدمين
- إيميه صياح
- مؤمن نور (مراسل الكواليس)

## المدربين
| كاظم الساهر | نانسي عجرم | تامر حسني |

## الحلقات

### مرحلة الصوت وبس

#### الحلقة الأولى:2 يناير2016
| التسلسل | المتسابق          | الأغنية                           | خيارات المدربين والمتسابقين | خيارات المدربين والمتسابقين | خيارات المدربين والمتسابقين |
| التسلسل | المتسابق          | الأغنية                           | كاظم                        | نانسي                       | تامر                        |
| ------- | ----------------- | --------------------------------- | --------------------------- | --------------------------- | --------------------------- |
| 1       | أمير عموري        | "أنا بعشقك"، ميادة الحناوي        | ✔                           | ✔                           | ✔                           |
| 2       | محمد عزيز الهداجي | "سيبوني يا ناس", سيد درويش        |                             |                             | ✔                           |
| 3       | ميرال عياد        | "أهو ده اللي صار"، سيد درويش      |                             | ✔                           |                             |
| 4       | غدي بشارة         | "I see fire"، إد شيران            | ✔                           | ✔                           |                             |
| 5       | زين صالح          | "Love to Night"، إلتون جون        |                             |                             |                             |
| 6       | سهيلة بهجت        | "عن العشاق سألوني"، أم كلثوم      | ✔                           | ✔                           |                             |
| 7       | موسى المولى       | "يا عسل"، صابر الرباعي            |                             |                             |                             |
| 8       | يوسف حسن          | "حلوين من يومنا والله"، سيد مكاوي | ✔                           |                             |                             |
| 9       | غنى أبو حمدان     | "أعطونا الطفولة"، ريمي بندلي      | ✔                           | ✔                           | ✔                           |

#### الحلقة الثانية:9 يناير2016
| التسلسل | المتسابق    | الأغنية                           | خيارات المدربين والمتسابقين | خيارات المدربين والمتسابقين | خيارات المدربين والمتسابقين |
| التسلسل | المتسابق    | الأغنية                           | كاظم                        | نانسي                       | تامر                        |
| ------- | ----------- | --------------------------------- | --------------------------- | --------------------------- | --------------------------- |
| 1       | غرام رأفت   | "وحشتوني"، وردة                   | ✔                           |                             |                             |
| 2       | سماح شرادة  | "Therapy"، ماري جي بلايج          |                             |                             |                             |
| 3       | زين عبيد    | "أصعب كلمة"، معين شريف            | ✔                           | ✔                           | ✔                           |
| 4       | هاجر طه     | "يابو الطاقية الشبيكة"، حورية حسن |                             |                             | ✔                           |
| 5       | سافيو هيكل  | "Rien N'arrete"، ليندا ديسوزا     |                             | ✔                           |                             |
| 6       | مروان نصوح  | "يا ضلي يا روحي"، وائل كفوري      |                             |                             | ✔                           |
| 7       | سارة الحاج  | "feeling good"، مايكل بوبليه      |                             |                             |                             |
| 8       | مارك معراوي | "إن كنت ناسي"، هدى سلطان          | ✔                           |                             | ✔                           |
| 9       | مصطفى هشام  | "حب الوطن"، محمد عبد الوهاب       |                             |                             |                             |
| 10      | ميرنا حنا   | "البارحة بالحلم"، علي عبد الكريم  | ✔                           | ✔                           | ✔                           |

#### الحلقة الثالثة:16 يناير2016
| التسلسل | المتسابق          | الأغنية                           | خيارات المدربين والمتسابقين | خيارات المدربين والمتسابقين | خيارات المدربين والمتسابقين |
| التسلسل | المتسابق          | الأغنية                           | كاظم                        | نانسي                       | تامر                        |
| ------- | ----------------- | --------------------------------- | --------------------------- | --------------------------- | --------------------------- |
| 1       | ياسمينا نحاس      | "No Diggity"، بلاك ستريت          | ✔                           | ✔                           |                             |
| 2       | مروان طارق        | "الناس اتغيرت"، آدم               |                             |                             | ✔                           |
| 3       | جنين خراط         | "على بابي واقف قمرين"، ملحم بركات |                             |                             | ✔                           |
| 4       | نور قمر           | "برضاك"، أم كلثوم                 | ✔                           | ✔                           | ✔                           |
| 5       | هيا أحمد          | "عمود البيت"، مرام البلوشي        |                             |                             |                             |
| 6       | جميل بقاعين       | "Rather Be"، كلين بنديت           |                             | ✔                           |                             |
| 7       | ريان عواد         | "papaoutai"، ستروماي              |                             |                             |                             |
| 8       | عبد الرحيم الحلبي | "ياما أحلى الفسحة"، تراث سوري     | ✔                           | ✔                           | ✔                           |
| 9       | نجمة الكور        | "If I Ain’t got you"، أليشيا كيز  |                             |                             | ✔                           |
| 10      | نهيلة القليعي     | "الأسامي"، ذكرى                   | ✔                           | ✔                           | ✔                           |

#### الحلقة الرابعة:23 يناير2016
| التسلسل | المتسابق      | الأغنية                                             | خيارات المدربين والمتسابقين | خيارات المدربين والمتسابقين | خيارات المدربين والمتسابقين |
| التسلسل | المتسابق      | الأغنية                                             | كاظم                        | نانسي                       | تامر                        |
| ------- | ------------- | --------------------------------------------------- | --------------------------- | --------------------------- | --------------------------- |
| 1       | علاء ناصر     | "ليالي الأنس"، أسمهان                               |                             | ✔                           |                             |
| 2       | شيرين أبو سعد | "خدني معك"، سلوى القطريب                            | ✔                           | ✔                           | ✔                           |
| 3       | يوسف فرج      | "الشوق"، محمد فوزي                                  | ✔                           |                             | ✔                           |
| 4       | سيلين بيطار   | "Besame Mucho"، أندريا بوتشيلي                      |                             |                             |                             |
| 5       | أحمد عماد     | "جانا الهوى"، عبد الحليم حافظ                       |                             | ✔                           |                             |
| 6       | ميرنا صلاح    | "قلبي ليك ميال"، فايزة أحمد                         | ✔                           | ✔                           | ✔                           |
| 7       | منى حجير      | "Naturally"، سيلينا غوميز "الدنيا حلوة"، نانسي عجرم |                             | ✔                           |                             |
| 8       | بندر سلامة    | "قالوا ترى"، عبادي الجوهر                           |                             |                             |                             |
| 9       | جنى حلو       | "Holidays"، تراث أمريكي                             | ✔                           |                             |                             |
| 10      | جويرية حمدي   | "هو الحب لعبة"، عزيزة جلال                          | ✔                           | ✔                           | ✔                           |

#### الحلقة الخامسة:30 يناير2016
| التسلسل | المتسابق              | الأغنية                              | خيارات المدربين والمتسابقين | خيارات المدربين والمتسابقين | خيارات المدربين والمتسابقين |
| التسلسل | المتسابق              | الأغنية                              | كاظم                        | نانسي                       | تامر                        |
| ------- | --------------------- | ------------------------------------ | --------------------------- | --------------------------- | --------------------------- |
| 1       | أحمد السيسي           | "دار يا دار"، وديع الصافي            | ✔                           | ✔                           | ✔                           |
| 2       | زيكو جونيور ماريكالدي | "classic"، ميكتو                     | ✔                           |                             |                             |
| 3       | جوان جبور             | "قلبي دليلي"،ليلى مراد               | ✔                           | ✔                           | ✔                           |
| 4       | أيمن أمين             | "هدي يا بحر"، أبو عرب                |                             | ✔                           |                             |
| 5       | حفصة ذكري             | "Super Bass"، نيكي ميناج             |                             |                             | ✔                           |
| 6       | مازن نصر الدين        | "I Who Have Nothing"، توم جونز       |                             |                             |                             |
| 7       | فرح الموجي            | "من حبي فيك يا جاري"، حورية حسن      | ✔                           | ✔                           | ✔                           |
| 8       | لين الحايك            | "المحكمة"، كاظم الساهرو أسماء المنور | ✔                           |                             |                             |
| 9       | عيسى إبراهيم          | "Crazy"، أيروسميث                    |                             |                             |                             |
| 10      | حلا أبو لطيف          | "يا بدع الورد"، أسمهان               |                             | ✔                           |                             |
| 11      | تارة صلاح مونيكا      | "حلو يا حلو"، عباس جميل              | ✔                           | ✔                           | ✔                           |

#### الحلقة السادسة:6 فبراير2016
| التسلسل | المتسابق       | الأغنية                            | خيارات المدربين والمتسابقين | خيارات المدربين والمتسابقين | خيارات المدربين والمتسابقين |
| التسلسل | المتسابق       | الأغنية                            | كاظم                        | نانسي                       | تامر                        |
| ------- | -------------- | ---------------------------------- | --------------------------- | --------------------------- | --------------------------- |
| 1       | وئام العريض    | "قلبي سعيد"، وردة                  |                             |                             |                             |
| 2       | محمد العمرو    | "أشوفك وين يا مهاجر"، حاتم العراقي | ✔                           |                             |                             |
| 3       | زينب حسن       | "عيون القلب"، نجاة الصغيرة         | ✔                           | ✔                           | ✔                           |
| 4       | علي الهادي     | "هذا أنا"، آدم                     |                             |                             | ✔                           |
| 5       | لؤي عبدون      | "كل ده كان ليه"، محمد عبد الوهاب   |                             |                             |                             |
| 6       | أحمد الحسين    | "يا وابور"، محمد عبد الوهاب        |                             | ✔                           |                             |
| 7       | هيا حازم       | "أعمل عاقلة"، نانسي عجرم           |                             | فريق مُكتمِل                  |                             |
| 8       | ليلى أبو حمدان | "Bleeding Love"، ليونا لويس        | ✔                           | فريق مُكتمِل                  |                             |
| 9       | رماح شغلين     | "جرح الماضي"، وائل جسار            | فريق مُكتمِل                  | فريق مُكتمِل                  |                             |
| 10      | رفقا القلعاني  | "لولا الملامة"، وردة               | فريق مُكتمِل                  | فريق مُكتمِل                  | ✔                           |

### مرحلة المواجهة

#### الحلقة الأولى:13 فبراير2016
| التسلسل | المدرب | المتسابقين        | المتسابقين     | المتسابقين            | الأغنية                                             |
| ------- | ------ | ----------------- | -------------- | --------------------- | --------------------------------------------------- |
| 1       | نانسي  | حلا أبو لطيف      | فرح الموجي     | أحمد عماد             | "وحياة قلبي وأفراحه" عبد الحليم حافظ                |
| 2       | نانسي  | علاء ناصر         | أيمن أمين      | زين عبيد              | "ترغلي يا ترغلي" جورج وسوف                          |
| 3       | تامر   | رفقا القلعاني     | جنين خراط      | ميرنا صلاح            | "زي العسل" صباح                                     |
| 4       | تامر   | محمد عزيز الهداجي | نجمة الكور     | حفصة ذكري             | "Perhaps"، دوريس داي "بالعكس"، رامي عياش وعبير نعمة |
| 5       | كاظم   | غرام رأفت         | سهيلة بهجت     | مارك معراوي           | "أوقاتي بتحلو" سيد مكاوي                            |
| 6       | كاظم   | جنى حلو           | ليلى أبو حمدان | زيكو جونيور ماريكالدي | "Call me maybe" كارلي راي جيبسن                     |
| 7       | كاظم   | تارة صلاح مونيكا  | محمد العمرو    | ميرنا حنا             | "ميحانة" ناظم الغزالي                               |

#### الحلقة الثانية:20 فبراير2016
| التسلسل | المدرب | المتسابقين  | المتسابقين    | المتسابقين        | الأغنية                             |
| ------- | ------ | ----------- | ------------- | ----------------- | ----------------------------------- |
| 8       | كاظم   | يوسف حسن    | لين الحايك    | شيرين أبو سعد     | "يا دلع" صباح                       |
| 9       | كاظم   | جوان جبور   | نور قمر       | عبد الرحيم الحلبي | "غنيلي شوي شوي" أم كلثوم            |
| 10      | نانسي  | منى حجير    | ياسمينا نحاس  | غدي بشارة         | "Counting Stars" ون ريبوبليك        |
| 11      | نانسي  | سافيو هيكل  | غنى أبو حمدان | جميل بقاعين       | "اسمع قلبي" ماجدة الرومي            |
| 12      | نانسي  | ميرال عياد  | أحمد الحسين   | نهيلة القليعي     | "يا سيدي" وردة                      |
| 13      | تامر   | يوسف فرج    | أحمد السيسي   | مروان طارق        | "ما بلاش اللون دا معانا" أحمد عدوية |
| 14      | تامر   | جويرية حمدي | هاجر طه       | زينب حسن          | "آه يا ليل" شيرين                   |
| 15      | تامر   | مروان نصوح  | أمير عموري    | علي الهادي        | "ما وعدتك بنجوم الليل" وائل كفوري   |

### مرحلة المواجهة الأخيرة:27 فبراير2016
| التسلسل | المدرب | المتسابقين        | الأغنية                                                                        |
| ------- | ------ | ----------------- | ------------------------------------------------------------------------------ |
| 1       | نانسي  | غنى أبو حمدان     | "أحلى زهرة" زكي ناصيف                                                          |
| 2       | نانسي  | ميرال عياد        | "أمانة عليك" كارم محمود                                                        |
| 3       | نانسي  | غدي بشارة         | "All of me" جون لجند                                                           |
| 4       | نانسي  | زين عبيد          | "الزينة لبست خلخالا" سمير يزبك                                                 |
| 5       | نانسي  | فرح الموجي        | "ياما القمر عالباب" فايزة أحمد                                                 |
| 1       | تامر   | محمد عزيز الهداجي | "عندك بحرية" وديع الصافي                                                       |
| 2       | تامر   | جويرية حمدي       | "قال جاني بعد يومين" سميرة سعيد                                                |
| 3       | تامر   | جنين خراط         | "عالضيعة" صباح                                                                 |
| 4       | تامر   | أحمد السيسي       | "كل ما قول التوبة" عبد الحليم حافظ                                             |
| 5       | تامر   | أمير عموري        | "لزرعلك بستان ورود" فؤاد غازي                                                  |
| 1       | كاظم   | سهيلة بهجت        | "ما دام تحب بتنكر ليه" أم كلثوم                                                |
| 2       | كاظم   | عبد الرحيم الحلبي | "ما كل من ذاق الصبابة"، تراث "فوق النخل"، تراث "البلبل ناغي ع غصن الفل" ، تراث |
| 3       | كاظم   | ليلى أبو حمدان    | "Roar" كاتي بيري                                                               |
| 4       | كاظم   | ميرنا حنا         | "محتاج أطير" ، مهند محسن "أحبك وأحب كل من يحبك" ، ناظم الغزالي                 |
| 5       | كاظم   | لين الحايك        | "ان راح منك يا عين" شادية                                                      |

## ملخص الموسم
| التسلسل | المدرب | المشتركين   | النتيجة       | ترتيبه على فريقه |
| ------- | ------ | ----------- | ------------- | ---------------- |
| 1       | كاظم   | لين الحايك  | الفائز        | الأول            |
| 2       | نانسي  | زين عبيد    | المركز الثاني | الأول            |
| 3       | تامر   | أمير عموري  | المركز الثالث | الأول            |
| 4       | تامر   | جويرية حمدي | المركز الرابع | الثاني           |
| 5       | كاظم   | ميرنا حنا   | المركز الخامس | الثاني           |
| 6       | نانسي  | غدي بشارة   | المركز السادس | الثاني           |

## الجوائز
وكانت جائزة الفوز باللقب بجانب الكأس الخاص باللقب أغنية خاصة مقدمة من شركة بلاتينيوم ريكوردز، ومنحة دراسية قيمتها 250 ألف ريال سعودي، بالإضافة لحصولها على مبلغ 10 آلاف ريال سعودي مقدمة من شركة أومو، (والتى حصلت عليها مع المتسابقين المؤهلين للمرحلة النهائية من البرنامج).

## روابط خارجية
- الصفحة الرسمية للبرنامج على موقع mbc.net